# Anders Johan Sandstedt
Anders Johan Sandstedt (i riksdagen kallad Sandstedt i Knävelsby), född 9 februari 1803 i Sandsjö församling, Jönköpings län, död 10 januari 1886 i Vallsjö församling, Jönköpings län, var en svensk hemmansägare och riksdagsman.
Sandstedt var hemmansägare i Hulta i Småland. Han företrädde bondeståndet i Västra härad vid ståndsriksdagen 1865–1866. Han var ledamot av andra kammaren 1867–1869, invald i Västra härads domsagas valkrets.